# 富哈里
富哈里（羅馬化：al-Fokari／al-Fukhkhari）是位於加沙地帶南部汗尤尼斯省的巴勒斯坦國城鎮，介乎胡扎阿與拉法市之間，坐落於蘇法過境路東側，鄰近以色列邊境。
根據巴勒斯坦中央統計局1997年普查，富哈里人口為2616人，到2017年已增至約6443人。在2005年舉行的村政選舉中，法塔赫與獨立候選人贏得富哈里村議會的多數議席。該村現任村長為哈桑·阿穆里。
全村面積共4767杜納畝，其中37.3%屬建成區，主要為住宅用途，其餘大部分土地則用作農業。

## 加沙戰爭期間的破壞
根據人權觀察組織的報告，在以色列於2008至2009年針對哈馬斯政府展開的軍事行動中，以軍摧毀富哈里一帶共13所房屋，涉事家庭共有85名成員，當中大多來自Amouri和Eid家族。Amouri家族表示，他們約30杜納畝的橄欖園被剷平，而Eid家族則稱其20杜納畝的麥田大部分被以軍車輛壓毀。
富哈里鎮外的Abu Sita混凝土工廠及其13輛公司車輛亦遭到摧毀。人權觀察指，工廠設施是遭以軍推土機剷除。Amouri家族強調，事發時當地並無武裝分子活躍，雖曾有武裝分子一度佔據他們的房屋。